# Lista Hansa Petera Martina
Lista Hansa Petera Martina (niem. Die Liste Dr. Martin – Für Demokratie, Kontrolle, Gerechtigkeit) – austriacka partia polityczna deklarująca się jako antykorupcyjna i walcząca z establishmentem, od 2004 reprezentowana w Parlamencie Europejskim.
Partia została założona w 2004 przez Hansa-Petera Martina, który wcześniej był przewodniczącym Socjaldemokratycznej Partii Austrii w Parlamencie Europejskim, a później wszedł w konflikt ze swoim partyjnym zapleczem.
W wyborach do Parlamentu Europejskiego w 2004 Lista Hansa Petera Martina odniosła niespodziewany sukces wyborczy uzyskując 14% głosów i dwa mandaty – tyle samo co reprezentowani w parlamencie krajowym Zieloni i o jeden więcej niż Wolnościowa Partia Austrii.
W wyborach do Rady Narodowej w 2006 ugrupowanie poniosło klęskę mimo poparcia udzielonego mu przez Kronenzeitung. Lista Martina uzyskała w nich jedynie 2,80% głosów nie przekraczając progu wyborczego. W wyborach do Parlamentu Europejskiego w 2009 na partię padło 500 tys. i 17,7% głosów, co przełożyło się na 3 mandaty europejskie.